# 桐山信行
桐山 信行（きりやま のぶゆき/のぶつら）は、戦国時代から江戸時代前期にかけての武将。福岡藩士。黒田二十四騎の一人。

## 略歴
先祖は飛騨国大野郡桐山村の発祥。後に近江国坂田郡加田村に移住して地侍となった。
天文23年（1554年）、桐山為興の次男として加田村で誕生。その後、播磨国の黒田職隆に小姓として仕える。永禄12年（1569年）の英保山合戦で初陣。天正15年（1587年）の城井鎮房の反乱においては、黒田孝高の居城の馬ヶ岳城と城井谷城の間にある神楽山城を、原種良・黒田宇兵衛（小寺休夢の子）と共に防衛した。
天正16年（1588年）、965石を拝領。文禄・慶長の役でも戦功を挙げる。途中で帰国した際には、黒田長政の使者として豊臣秀吉に拝謁して講和の祝辞を述べ、秀吉から甲冑を下賜された。慶長5年（1600年）の関ヶ原の戦いの際には合戦に参加せず、馬ヶ岳城の防衛に当たった。戦後、黒田利則が名島城の受け取り役を務めた際にそれを補佐し、城主・小早川秀秋の家老・平岡頼勝と交渉した。
慶長6年（1601年）、黒田家が筑前国に移封された後、3,000石を拝領。後に2,000石を加増され5,000石となっている。宿場町として知られる山家村の初代代官を務め、この宿場の近くにあった交通の難所、冷水峠を開通させた。現在でも桐山の功績を称えた石碑が残っている。慶長9年（1604年）の孝高の死後、大炊助（後に丹波守）を称し、名も丹斎に改めた。
元和5年（1619年）の大坂城改築では、野村祐直・黒田内膳（監物）・黒田一成と共に総指揮となった。寛永2年（1625年）3月17日、死去。享年72。

## 逸話
- 黒田二十四騎の具足は8領程度しか現存していないが、桐山の具足は現存しており、現在福岡市博物館に保管されている。このうち、兜は頭立（ずたて）に瓢箪、脇立に蟹の爪があしらわれた物であり、この瓢箪は桐山丹波守が文禄・慶長の役において武勲を立てた事により豊臣秀吉より褒美として与えられたと伝承されている。
- 黒田二十四騎の一員である母里友信とは長期間にわたって仲違いを起こしていた。それは、文禄の役で桐山が母里が先陣で戦っている際の戦況を「敗色」だと誤って報告したため母里がそれを聞いて激怒し、桐山が詫びても取り合おうとしないことによるものであった。後年、冷水峠の工事を桐山・母里が担当することとなり、周囲の人々が二人を仲直りさせようとするが母里が折れずにいたところ、栗山利安が母里の頭を思い切り叩いた。母里はしばらく思案した後、自分の非を認めて桐山に自分の脇差を与えた。